# Stroomdeler

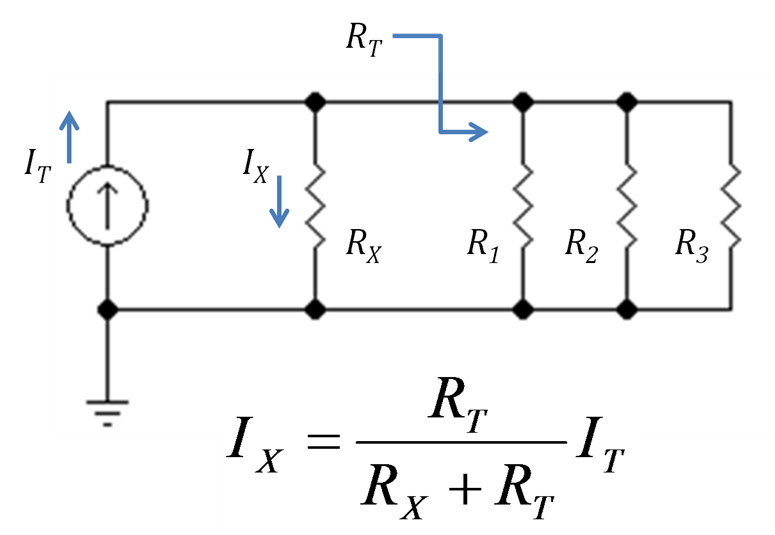
Principe van de stroomdeler. R1 R2 en R3 vormen R_{T}, R_{X} is de weerstand waar de gezochte stroom Ix doorstroomt.

Een stroomdeler is een parallelschakeling van elektrische weerstanden of impedanties.
Als een elektrische stroom IT vloeit door een parallelschakeling van elektrische weerstanden RX en RT, dan vloeit door een tak X een stroom IX. Waarbij RX de weerstand is waar de gezochte stroom IX doorstroomt en RT de totale weerstand is van de overige parallelle weerstanden.
{\displaystyle I_{X}={\frac {R_{T}}{R_{X}+R_{T}}}I_{T}\ }
Een toepassing van de stroomdeler is de shuntweerstand. Door met een schakelaar verschillende weerstanden  parallel aan een ampèremeter te schakelen, is het mogelijk om met dezelfde ampèremeter verschillende bereiken van elektrische stroom te meten.
Het duale begrip van de stroomdeler is de spanningsdeler.